# Bhadarsa
Bhadarsa es  un pueblo y nagar Panchayat situado en el distrito de Ayodhya en el estado de Uttar Pradesh (India). Su población es de 13154 habitantes (2011). 

## Demografía
Según el  censo de 2011 la población de Bhadarsa  era de 13154 habitantes, de los cuales 6764 eran hombres y 6390 eran mujeres. Bhadarsa tiene una tasa media de alfabetización del 77%, superior a la media estatal del 67,68%: la alfabetización masculina es del 82,66%, y la alfabetización femenina del 70,99%.